# Arno (Kobjeltak)
Arno ist ein Motu im Westen des Arno-Atolls der pazifischen Inselrepublik Marshallinseln.

## Geographie
Arno bildet den Ostrand der Arno Main Lagoon. Das Motu ist im Verhältnis zu den anderen Motu im Atoll sehr kompakt und breit (etwa 600 Meter an der breitesten Stelle). Sie liegt zwischen Ine im Süden und den kleinen Motus von Anedoul und Eniairik im Norden. Auf der Lagunnenseite im Osten liegt die Ansiedlung und am Südende der Insel befindet sich ein Fischereianlegeplatz. Die Insel gehört zum traditionellen Gebiet Keb-Jeltok. Sie ist der westlichste Punkt des Atolls. Etwa 30 Kilometer weiter westlich von dort liegt das Majuro-Atoll.